# James Wofford
James Cunningham Wofford (conocido como Jimmy Wofford; Junction City, 3 de noviembre de 1944-Upperville, 2 de febrero de 2023) fue un jinete estadounidense que compitió en la modalidad de concurso completo.
Participó en dos Juegos Olímpicos de Verano, obteniendo dos medalla de plata en la prueba por equipos, en México 1968 (junto con Michael Page, Michael Plumb y Kevin Freeman) y en Múnich 1972 (con Kevin Freeman, Bruce Davidson y Michael Plumb).
Ganó dos medallas de bronce en el Campeonato Mundial de Concurso Completo, en los años 1970 y 1978, y una medalla de oro en los Juegos Panamericanos de 1967.
Realizó estudios superiores de Negocios en la Universidad de Colorado. Se retiró de la competición en 1986, y después trabajó de entrenador, primero del equipo olímpico estadounidense para los Juegos de Sídney 2000, y entre 2001 y 2004 del equipo canadiense. También trabajó en la Federación Ecuestre Internacional en las décadas de 1990 y 2000.

## Palmarés internacional
| Juegos Olímpicos     | Juegos Olímpicos           | Juegos Olímpicos  | Juegos Olímpicos |
| Año                  | Lugar                      | Medalla           | Categoría        |
| -------------------- | -------------------------- | ----------------- | ---------------- |
| 1968                 | México (México)            | Medalla de plata  | Por equipos      |
| 1972                 | Múnich (RFA)               | Medalla de plata  | Por equipos      |
| Campeonato Mundial   |                            |                   |                  |
| Año                  | Lugar                      | Medalla           | Categoría        |
| 1970                 | Punchestown (Irlanda)      | Medalla de bronce | Individual       |
| 1978                 | Lexington (Estados Unidos) | Medalla de bronce | Por equipos      |
| Juegos Panamericanos |                            |                   |                  |
| Año                  | Lugar                      | Medalla           | Categoría        |
| 1967                 | Winnipeg (Canadá)          | Medalla de oro    | Por equipos      |